# Aidan McArdle
Aidan McArdle est un acteur irlandais né en 1970 à Dublin.

## Filmographie

### Cinéma
- 2004 : Ella au pays enchanté : Slannen
- 2008 : The Duchess : Richard Sheridan
- 2008 : Orson Welles et Moi : Martin Gabel
- 2009 : Morris: A Life with Bells On : Jeremy le producteur
- 2011 : Trois fois 20 ans : James
- 2011 : Killing Bono : Bill McCormick
- 2012 : Metamorphosis : le premier locataire
- 2013 : The Borderlands : Mark
- 2018 : The Renegade (Black '47) de Lance Daly : Cronin
- 2018 : Born a King : Humphrey Bowman
- 2019 : The Professor and the Madman de Farhad Safinia : maître Clarke

### Télévision
- 2002 : Casualty : James O'Hearne (1 épisode)
- 2004 : No Angels : Conor Martin (1 épisode)
- 2004 : Not Only But Always : Dudley Moore
- 2005 : All About George : Dave (6 épisodes)
- 2006 : Miss Marple : Hugh Hornbeam (1 épisode)
- 2006 : Afterlife : Martin (1 épisode)
- 2006 : Jane Eyre : John Eshton (4 épisodes)
- 2008 : Journal intime d'une call girl : Mike Hodley (1 épisode)
- 2008-2009 : Beautiful People : Andy Doonan (12 épisodes)
- 2009-2011 : Garrow's Law : Silvester (12 épisodes)
- 2012 : Romance irlandaise : Patrick Doyle
- 2013 : Londres, police judiciaire : Finn Tyler (2 épisodes)
- 2013 : Hercule Poirot : Stephen Norton (1 épisode)
- 2013-2014 : The Mill : John Doherty (6 épisodes)
- 2014 : Quirke : Oscar Latimer (1 épisode)
- 2014-2015 : Mr Selfridge : Lord Loxley (20 épisodes)
- 2015 : Clean Break : Desmond Rane (4 épisodes)
- 2016 : Maigret tend un piège : Juge Comeliau
- 2016 : The Fall : Healy (5 épisodes)
- 2016 : Humans : Peter Keeley (2 épisodes)
- 2016 : Maigret et son mort : Juge Comeliau
- 2017 : Maigret : La Nuit du carrefour : Juge Comeliau
- 2017 : Sense8 : Mitchell Taylor (2 épisodes)
- 2017 : Genius : Dr Thomas Harvey (1 épisode)
- 2017-2018 : Delicious : Jonathan Jones (2 épisodes)
- 2021 : Les Irréguliers de Baker Street (The Irregulars) : l'inspecteur Lestrade
- 2022 : Tell Me Everything : John, le père de Jonny

### Jeu vidéo
- 2007 : Heavenly Sword : voix additionnelles